# ASFOSA Lomé
El ASFOSA Lomé es un equipo de fútbol de Togo que juega en la Segunda División de Togo, la segunda liga de fútbol en importancia en el país.

## Historia
Fue fundado en el año 1978 en la capital Lomé, aunque lograron su debut en el Campeonato nacional de Togo hasta el año 1981, en el cual llegaron hasta las semifinales.
Cuatro años más tarde consiguieron su primer título de liga, repitiendo en 1986 y se mantuvieron como un equipo protagonista del Campeonato nacional de Togo hasta su último descenso en la temporada de 1993. Desde entonces han estado entre las divisiones más bajas del fútbol de Togo.
A nivel internacional han participado en 3 torneos continentales, en los cuales su mejor participación ha sido en la Recopa Africana 1985, en la que avanzó hasta la segunda ronda.

## Palmarés
- Campeonato nacional de Togo: 2

1985, 1986
- Copa de Togo: 0
  - Finalista: 1

1984

## Participación en competiciones de la CAF
| Temporada | Torneo                            | Ronda | Club                | Casa | Visita | Global  |
| --------- | --------------------------------- | ----- | ------------------- | ---- | ------ | ------- |
| 1985      | Recopa Africana                   | 1     | Stade Centrafricain | 2-0  | 2-3    | 4-3     |
| 1985      | Recopa Africana                   | 2     | Asante Kotoko       | 1-1  | 0-0    | 1-1 (a) |
| 1986      | Copa Africana de Clubes Campeones | 1     | New Nigeria Bank FC | 0-2  | 0-2    | 0-4     |
| 1987      | Copa Africana de Clubes Campeones | 1     | Africa Sports       | 0-1  | 1-2    | 1-3     |